# Клятва Тимура
«Клятва Тимура» — радянський дитячий пригодницький художній фільм, знятий на об'єднаній Сталінобадській кіностудії і «Союздитфільмі» у 1942 році режисерами Левом Кулєшовим та Олександрою Хохловою за оригінальним сценарієм Аркадія Гайдара.

## Сюжет
Фільм є продовженням кінофільму «Тимур і його команда», знятого в 1940 році і розповідає про життя штабу тимурівської команди у перші дні німецько-радянської війни.
Загін Тимура переміг зграю хлопців, які спустошували навколишні фруктові сади. Тимурівці безкорисливо творять добрі справи і допомагають тим, хто потребує допомоги. Ватажок зграї Мишко Квакін перейшов на бік тимурівців, і тільки «Фігура» продовжує хуліганити в селищі.
Основна ідея фільму — користь у боротьбі з загарбниками можуть принести навіть діти.

## В ролях
- Лівій Щипачов — Тимур
- Олександр Путко — Гейка, тимурівець
- Володя Піменов — «Фігура»
- Катерина Деревщикова — Женя
- Юра Солнцев — Сімаков
- Борис Ясен — Мишко Квакін
- Марина Ковальова — Ольга Александрова
- Микола Анненков — полковник Александров
- Петро Галаджев — шофер (немає в титрах)
- Сергій Комаров — старий (немає в титрах)
- Володимир Балашов — хлопець (немає в титрах)

## Історія
На другий день після початку німецько-радянської війни Аркадій Гайдар отримав термінове завдання Комітету у справах кінематографії і приступив до роботи над сценарієм «Клятва Тимура». Це був останній сценарій А. Гайдара. Режисер Л. Кулєшов, який повинен був зняти кінокартину, працював паралельно з Гайдаром: брав y нього готові сторінки літературного сценарію і складав режисерський план.
У жовтні 1942 року фільм вийшов на екрани країни, але А. Гайдар його вже не побачив, він загинув 26 жовтня 1941 року.

## Знімальна група
- Автор сценарію: Аркадій Гайдар
- Режисери: Лев Кулєшов
- Другий режисер: Олександра Хохлова
- Оператор: Михайло Кирилов
- Асистент оператора: Г. Левчикова
- Художник: Петро Галаджев
- Грим: А. Іванов
- Асистент з монтажу: К. Блінова
- Композитор: Зіновій Фельдман
- Звукооператор: Микола Озорнов
- Директор картини: С. Рабінов